# 1992-es jégkorong-világbajnokság
Az 1992-es jégkorong-világbajnokság az 56. világbajnokság volt, amelyet a Nemzetközi Jégkorongszövetség szervezett. A vb-ken a csapatok négy szinten vettek részt. A világbajnokságok végeredményei alapján alakult ki az 1993-as jégkorong-világbajnokság csoportjainak mezőnye.

## A csoport
1–12. helyezettek
- Svédország – Világbajnok
- Finnország
- Csehszlovákia
- Svájc
- Oroszország
- Németország
- Kanada
- Egyesült Államok
- Olaszország
- Norvégia
- Franciaország
- Lengyelország – Kiesett a B csoportba

## B csoport
13–20. helyezettek
- Ausztria – Feljutott az A csoportba
- Hollandia
- Japán
- Dánia
- Bulgária
- Románia
- Kína
- Jugoszlávia – Kiesett a C csoportba

## C csoport
Hivatalos jelzése: C1 csoport
21–26. helyezettek
- Nagy-Britannia – Feljutott a B csoportba
- Észak-Korea
- Ausztrália
- Magyarország
- Belgium
- Dél-Korea

## D csoport
Hivatalos jelzése: C2 csoport
27–32. helyezettek
- Spanyolország
- Dél-afrikai Köztársaság
- Görögország
- Izrael
- Luxemburg
- Törökország

1993-ban a C csoportot és a D csoportot összevonták.